# Messapiërs

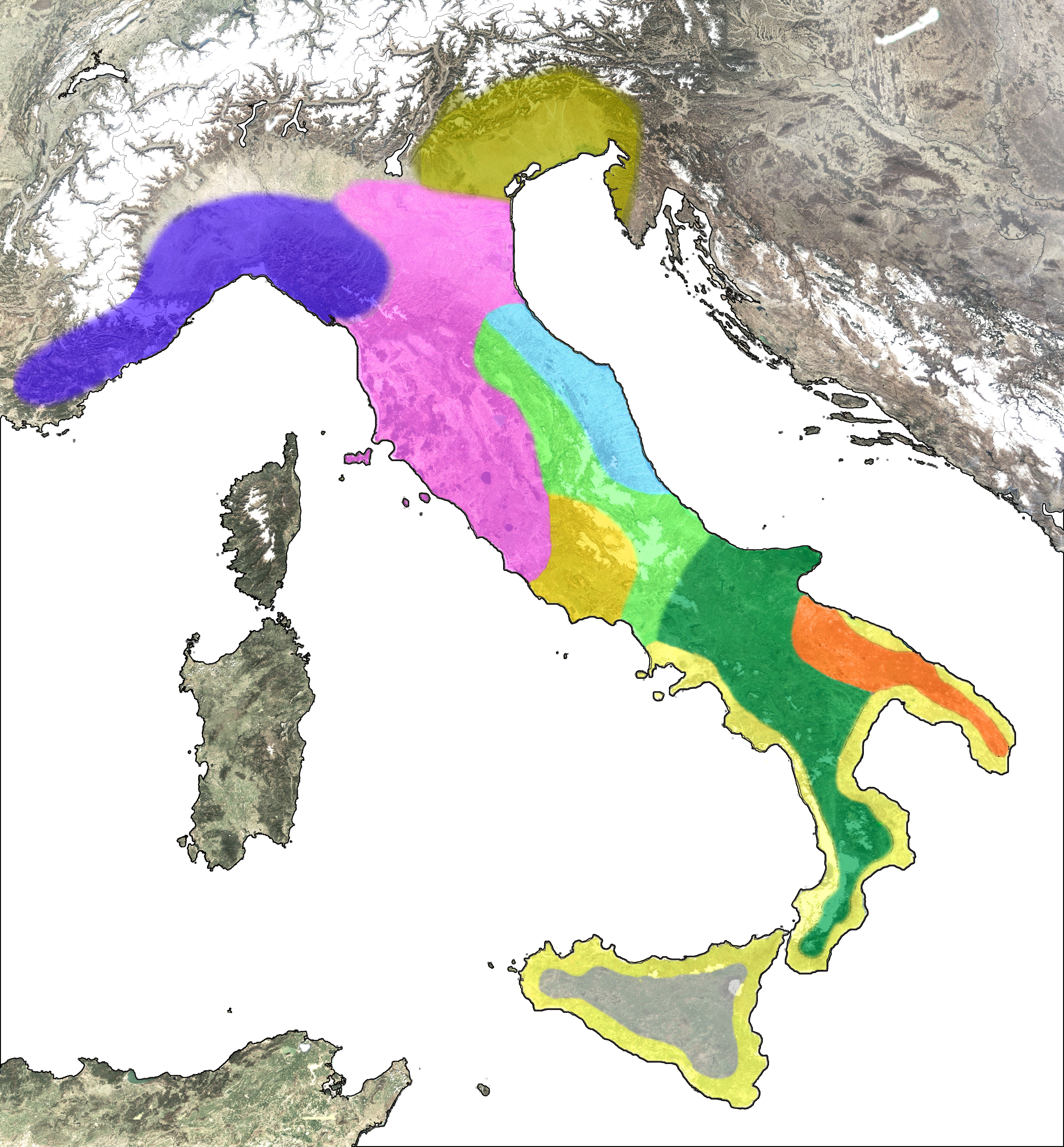
Volken op het Italische schiereiland bij het begin van de ijzertijd
Liguriërs
Veneti
Etrusken
Piceni
Umbriërs
Latijnen
Osken
Messapiërs
Grieken

De Messapiërs (Grieks: Μεσσαπιοί, translit. Messápioi; Latijn: Messapii) waren een Indo-Europees volk dat zich van ongeveer 1200 tot 1000 v.Chr. vanuit Illyrië op het Apennijns Schiereiland vestigde, meer specifiek in het zuiden van Apulië. Ze waren een van de Iapygische volken die Messapisch spraken, met de andere de Peucetiërs en Dauniërs die respectievelijk in centraal en noord Apulië gevestigd waren. Alleen hadden de Messapiërs zich rond de 7e eeuw v.Chr. al van deze twee andere volken onderscheiden door een andere archeologische cultuur.
De regio Messapia strekte zich uit van Leuca in het zuiden tot Kailia en Egnatia in het noordwesten of daarmee het grootste deel van de Salento. Hun steden waren onafhankelijke stadstaten. Ze handelden met de Griekse steden van Magna Graecia.
Volgens Julius Pokorny komt de naam Messapii van de regio Messapia, waar ze woonden, wat (de plek) in de wateren zou betekenen. De herkomst van de Messapiërs is omstreden. Volgens een theorie kwamen ze als een van de Illyrische stammen uit Illyria.